# Sint-Gillis-Waas
Sint-Gillis-Waas is een gemeente in de Belgische provincie Oost-Vlaanderen, en ligt in het Waasland. De gemeente telt ruim 20.000 inwoners, die als locofaulisme bekend staan als "eiertrappers".

## Etymologie

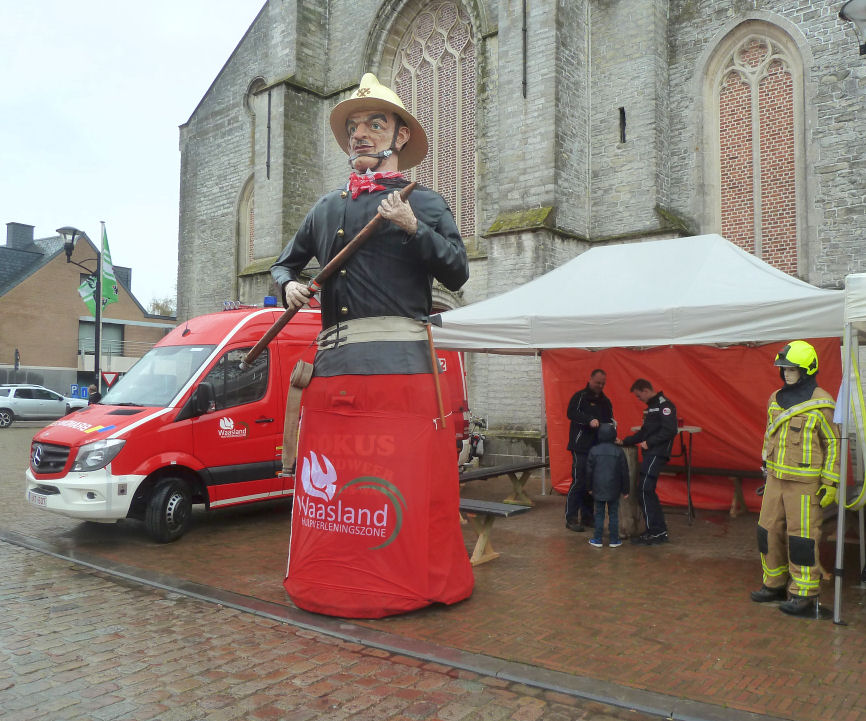
Reus Docus, Brandweer Sint-Gillis Waas

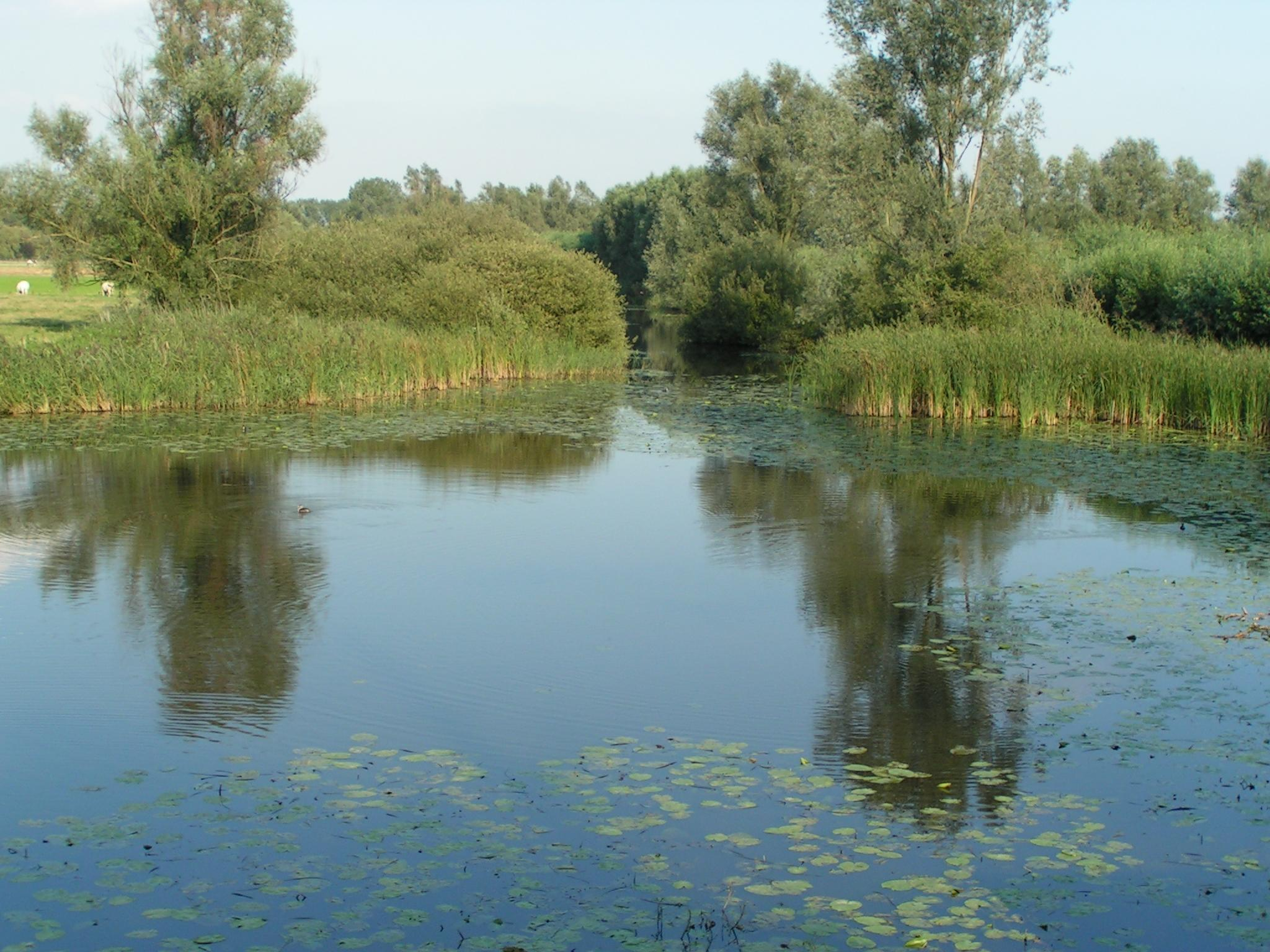
Het Sint-Jakobsgat

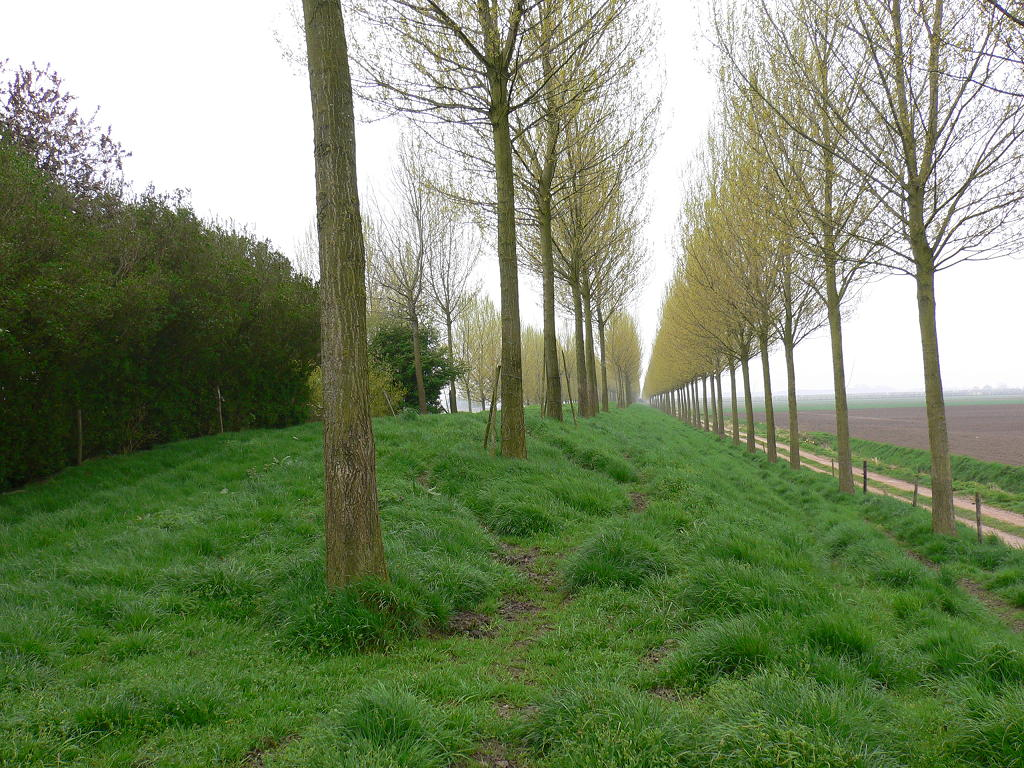
Koningsdijk

De gemeente dankt haar naam aan haar patroonheilige, de Heilige Gillis of Egidius (640-724), een kluizenaar uit de Provence die snel na zijn dood ook in het Waasland erg populair was bij pelgrims die zijn graf bezochten. Hij gaf zijn naam aan de neogotische parochiekerk Sint-Egidius uit 1876. Op het wapenschild van de gemeente uit 1783 (in 1991 opnieuw erkend) wordt hij afgebeeld met gouden mijter en kromstaf op een azuren veld. De raap naast hem is een verwijzing naar landbouw die tot de jaren 60 in de streek een hoge bloei kende.

## Geschiedenis
Op het grondgebied van Sint-Gillis-Waas werden urnen uit de Keltische of Germaanse periode gevonden. In 1105 zou zich hier een zekere Gerwin vestigen die er een kluis stichtte. In 1123 werd voor het eerst melding gemaakt van dit klooster van Onze-Lieve-Vrouw van Cusforde ofwel De Kluize. Er groepeerden zich boeren om deze kluis heen en er werden ontginningen uitgevoerd. De kluis raakte verbonden met de Gentse Sint-Pietersabdij en de Abdij van Cambron. Het Sint-Gillisbroek, de Roode Polder en de Moerpolder waren eigendom van de Sint-Pietersabdij.
Bij de gemeentelijke herindeling van 1977 werden Sint-Pauwels, Meerdonk en De Klinge deelgemeenten van Sint-Gillis-Waas. In het oosten van de gemeente werd een stuk grondgebied van Vrasene afgesplitst en bij Sint-Gillis-Waas gevoegd. In het westen werd een stuk van Kemzeke overgheveld naar Sint-Gillis-Waas, zodat het gehucht 't Hol dat op de gemeentegrens lag nu volledig in Sint-Gillis-Waas kwam te liggen.

## Kernen
De gemeente bestaat naast Sint-Gillis zelf nog uit de deelgemeenten De Klinge, Meerdonk en Sint-Pauwels. De Klinge ligt in het uiterste noorden, tegen de grens met Nederland en sluit aan op het Nederlandse dorp Clinge. Ook de wijk 't Hol (VIII) van de vroegere gemeente Kemzeke hoort tot de fusiegemeente. In Sint-Gillis-Waas liggen nog enkele afzonderlijke gehuchten, zoals 't Kalf (V), Hoogeinde (VI), Peisels en Verre (VII) en Okkevoorde.

### Deelgemeenten
|   | Naam                 | Opp. (km²) | Inwoners (2024) | Inwoners per km² | NIS-code |
| - | -------------------- | ---------- | --------------- | ---------------- | -------- |
| 1 | Sint-Gillis-Waas (I) | 24,40      | 8.992           | 368              | 46020A   |
| 2 | Sint-Pauwels (II)    | 11,59      | 4.862           | 419              | 46020D   |
| 3 | Meerdonk (III)       | 11,50      | 2.293           | 199              | 46020C   |
| 4 | De Klinge (IV)       | 2,81       | 4.026           | 1.445            | 46020B   |

### Kaart
De gemeente Sint-Gillis-Waas grenst aan volgende gemeenten en deelgemeenten:
- a. Kieldrecht (Beveren)
- b. Verrebroek (Beveren)
- c. Vrasene (Beveren)
- d. Nieuwkerken-Waas (Sint-Niklaas)
- e. Sint-Niklaas
- f. Belsele (Sint-Niklaas)
- g. Kemzeke (Stekene)

## Bezienswaardigheden
- De Sint-Egidiuskerk
- Het Hof Sanders
- De Nonnemanshoeve, 1e kwart van de 17de eeuw.

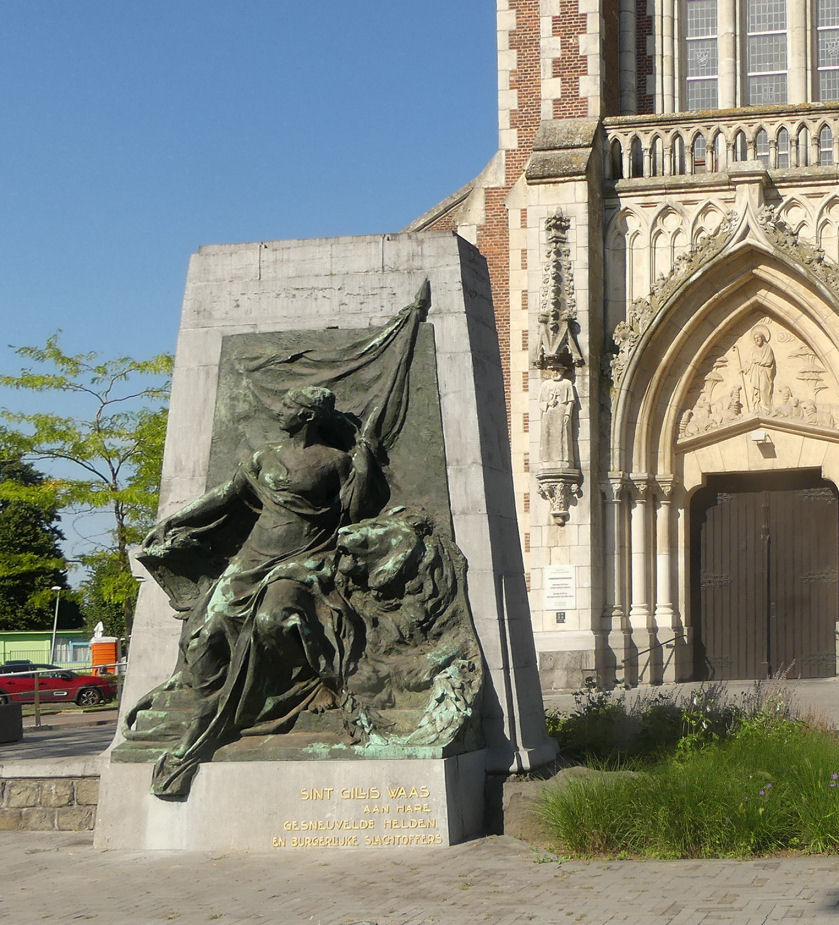
Het oorlogsmonument, brons door Alfred Courtens.
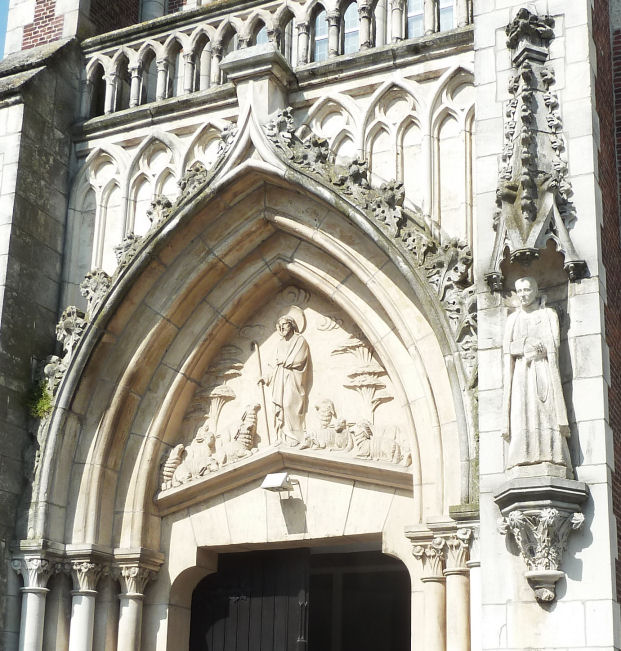
Neogotisch timpaan, Sint-Egidiuskerk
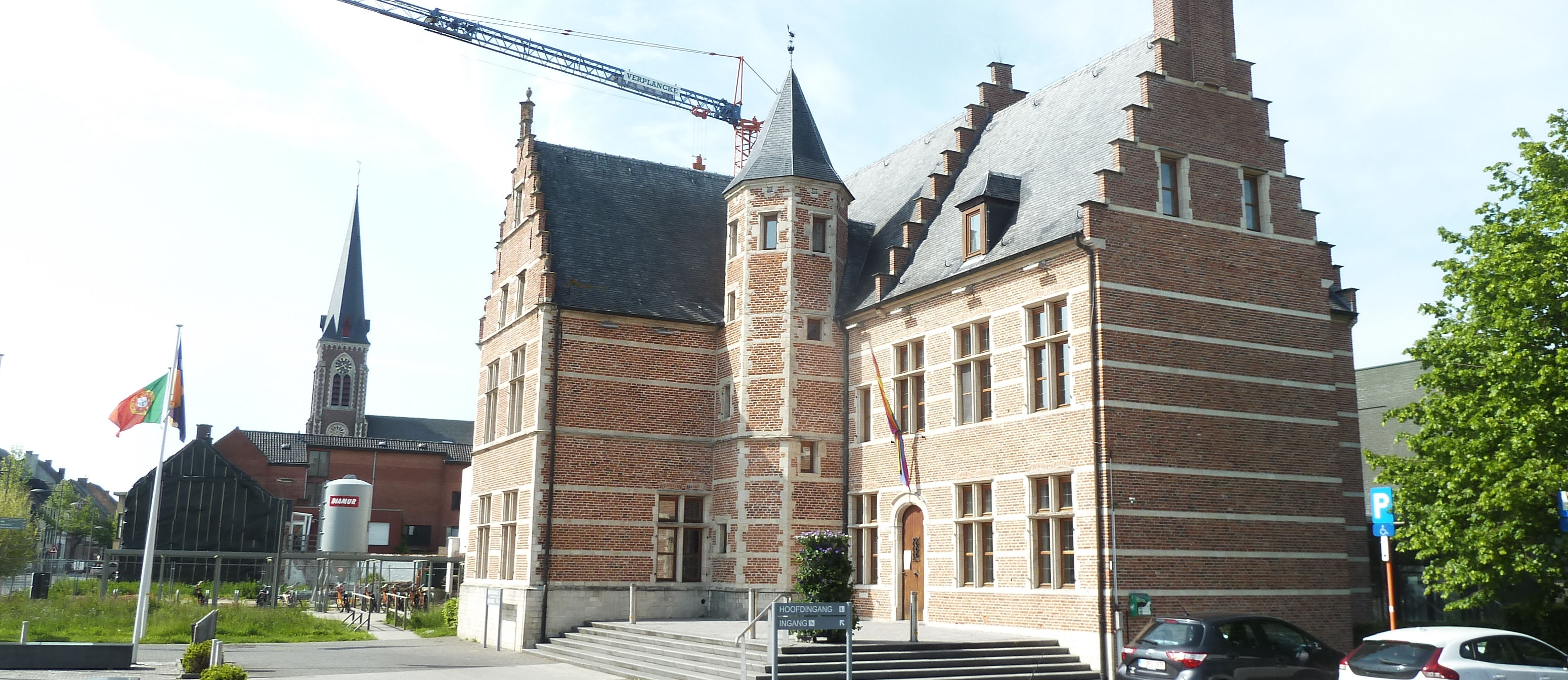
Hof Sanderus
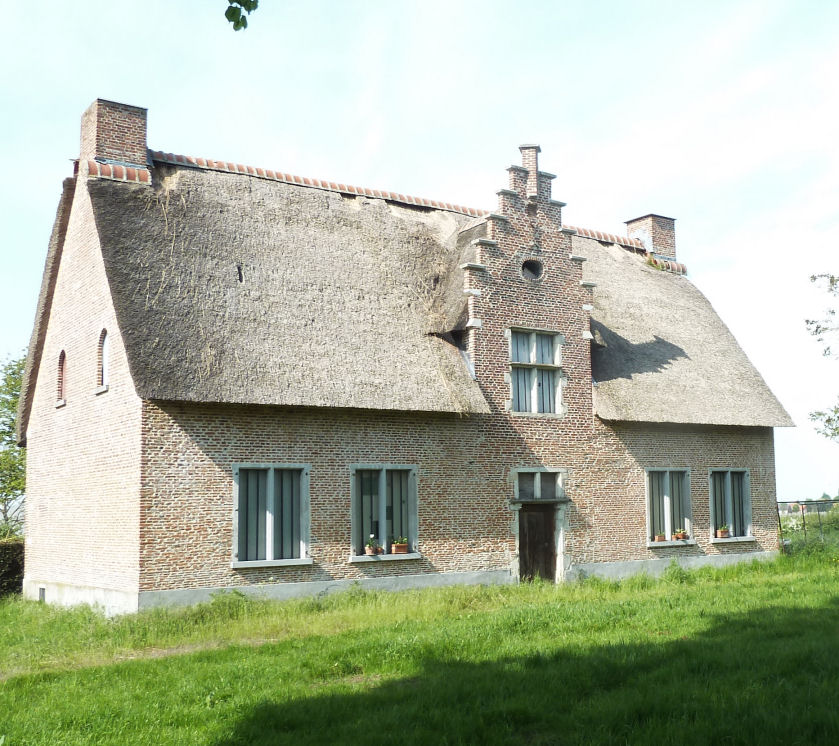
Nonnemanshoeve, Ca. 1620
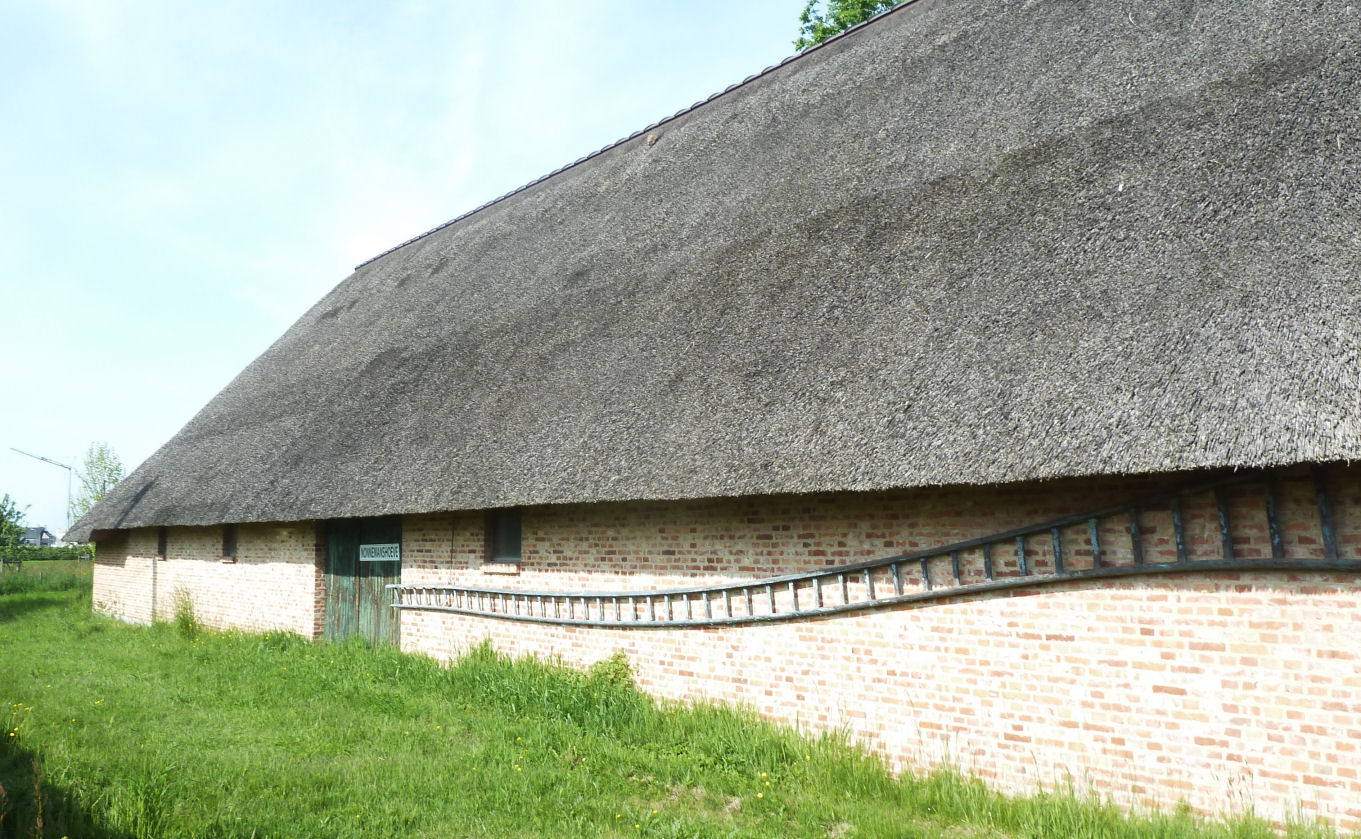
Hoeve met strobedekking.

## Natuur en landschap
Sint-Gillis-Waas ligt in het Waasland en op de grens van Zandig Vlaanderen en de Wase Scheldepolders. De hoogte varieert van 5 tot 10 meter.
Verscheidene natuurgebieden in de gemeente worden beheerd door Natuurpunt Waasland Noord:
- Panneweel
- Saleghem Krekengebied
- Grote Saleghemgeul
- Sint-Jakobsgat
- Kieldrechtse Watergang
- Karnemelkputten
- Reigersbosje

In het natuurgebied De Stropers, ten dele gelegen in de gemeente Sint-Gillis-Waas en ten dele in de gemeente Stekene, is een Europees Life-project erkend, gecoördineerd door de Vlaamse Landmaatschappij (VLM), waarvoor in het najaar 2007 werken zijn gestart.
In het Saleghem Krekengebied is een lusvormig rolstoelwandelpad van 5,6 kilometer gelegen langsheen natuurgebied, met start- en eindpunt aan het Natuurhuis Panneweel.

## Demografie

### Demografische evolutie voor de fusie
- Bron:NIS - Opm:1831 t/m 1970=volkstellingen op 31 december, 1976= inwonersaantal op 31 december

### Demografische ontwikkeling van de fusiegemeente
Alle historische gegevens hebben betrekking op de huidige gemeente, inclusief deelgemeenten, zoals ontstaan na de fusie van 1 januari 1977.
- Bronnen:NIS, Opm:1831 tot en met 1981=volkstellingen; 1990 en later= inwonertal op 1 januari

| Inwoners van jaar tot jaar op 1 januari 1992 tot heden | Inwoners van jaar tot jaar op 1 januari 1992 tot heden | Inwoners van jaar tot jaar op 1 januari 1992 tot heden |
| jaar                                                   | Aantal                                                 | Evolutie: 1992=index 100                               |
| ------------------------------------------------------ | ------------------------------------------------------ | ------------------------------------------------------ |
| 1992                                                   | 16.337                                                 | 100,0                                                  |
| 1993                                                   | 16.515                                                 | 101,1                                                  |
| 1994                                                   | 16.622                                                 | 101,7                                                  |
| 1995                                                   | 16.738                                                 | 102,5                                                  |
| 1996                                                   | 16.873                                                 | 103,3                                                  |
| 1997                                                   | 16.974                                                 | 103,9                                                  |
| 1998                                                   | 17.068                                                 | 104,5                                                  |
| 1999                                                   | 17.176                                                 | 105,1                                                  |
| 2000                                                   | 17.302                                                 | 105,9                                                  |
| 2001                                                   | 17.385                                                 | 106,4                                                  |
| 2002                                                   | 17.328                                                 | 106,1                                                  |
| 2003                                                   | 17.441                                                 | 106,8                                                  |
| 2004                                                   | 17.576                                                 | 107,6                                                  |
| 2005                                                   | 17.790                                                 | 108,9                                                  |
| 2006                                                   | 17.908                                                 | 109,6                                                  |
| 2007                                                   | 18.164                                                 | 111,2                                                  |
| 2008                                                   | 18.378                                                 | 112,5                                                  |
| 2009                                                   | 18.420                                                 | 112,8                                                  |
| 2010                                                   | 18.501                                                 | 113,2                                                  |
| 2011                                                   | 18.780                                                 | 115,0                                                  |
| 2012                                                   | 18.876                                                 | 115,5                                                  |
| 2013                                                   | 18.968                                                 | 116,1                                                  |
| 2014                                                   | 19.076                                                 | 116,8                                                  |
| 2015                                                   | 19.235                                                 | 117,7                                                  |
| 2016                                                   | 19.204                                                 | 117,5                                                  |
| 2017                                                   | 19.252                                                 | 117,8                                                  |
| 2018                                                   | 19.273                                                 | 118,0                                                  |
| 2019                                                   | 19.370                                                 | 118,6                                                  |
| 2020                                                   | 19.499                                                 | 119,4                                                  |
| 2021                                                   | 19.590                                                 | 119,9                                                  |
| 2022                                                   | 19.716                                                 | 120,7                                                  |
| 2023                                                   | 19.932                                                 | 122,0                                                  |
| 2024                                                   | 20.144                                                 | 123,3                                                  |
| 2025                                                   | 20.139                                                 | 123,3                                                  |

## Politiek

### Bestuur
De toenmalige CVP veroverde in 1977 de absolute meerderheid in de gemeenteraad en stond die niet meer af. Eerst met Omer De Mey aan het roer, vanaf 1992 met Willy De Rudder en sinds begin 2006 met Remi Audenaert.

#### 2013-2018
Burgemeester bleef Remi Audenaert van de CD&V. Hij werd op 1 januari 2015 opgevolgd door partijgenoot Chris Lippens. Deze partij heeft de meerderheid met 13 op 25 zetels.

#### 2019-2024
De CD&V met uittredend burgemeester Chris Lippens als lijsttrekker verloor voor het eerst zijn absolute meerderheid en kwam uit op 9 zetels. De N-VA met als lijsttrekker Koen Daniëls werd met 10 zetels de grootste partij. De CD&V sloot een coalitie met sp.a-Groen. De eis van Groen was dat uittredend burgemeester Chris Lippens opzij werd gezet. Hij werd vervangen door Maaike De Rudder.

#### 2024-heden
N-VA won op 13 oktober de verkiezingen en werd meteen ook ‘incontournable’. Een coalitie vormen zonder de partij van Koen Daniëls was onmogelijk, en betekende meteen ook het einde van de jarenlange hegemonie van CD&V in Sint-Gillis-Waas. De partij van uittredend burgemeester Maaike De Rudder had voor de verkiezingen de krachten gebundeld met Vooruit, maar eindigde met twee zetels minder dan N-VA. Ook aan de onderhandelingstafel ving CD&V bot, want Koen Daniëls koos voor Meerdangroen als coalitiepartner.

### Resultaten gemeenteraadsverkiezingen sinds 1976
| Partij of kartel     | Partij of kartel                        | 10-10-1976 | 10-10-1976 | 10-10-1982 | 10-10-1982 | 9-10-1988 | 9-10-1988 | 9-10-1994 | 9-10-1994 | 8-10-2000 | 8-10-2000 | 8-10-2006 | 8-10-2006 | 14-10-2012 | 14-10-2012 | 14-10-2018 | 14-10-2018 | 13-10-2024 | 13-10-2024 |
| Stemmen / Zetels     | Stemmen / Zetels                        | %          | 23         | %          | 25         | %         | 25        | %         | 25        | %         | 25        | %         | 25        | %          | 25         | %          | 25         | %          | 27         |
| -------------------- | --------------------------------------- | ---------- | ---------- | ---------- | ---------- | --------- | --------- | --------- | --------- | --------- | --------- | --------- | --------- | ---------- | ---------- | ---------- | ---------- | ---------- | ---------- |
|                      | Agalev1/ sp.a-GroenC/ MeerdanGroen2     | -          |            | -          |            | 5,521     | 0         | -         |           | 8,021     | 1         | 15,1C     | 3         | 13,3C      | 3          | 16,4C      | 4          | 6,42       | 1          |
|                      | SP1/ PLOEGB/ sp.a-GroenC/ CD&V-VooruitD | 10,761     | 2          | 14,321     | 3          | 11,641    | 2         | (*)B      |           | (*)B      |           | 15,1C     | 3         | 13,3C      | 3          | 16,4C      | 4          | 37,8D      | 11         |
|                      | CVP1/ CD&V2/ CD&V-VooruitD              | 56,251     | 14         | 48,651     | 13         | 49,531    | 16        | 49,91     | 15        | 47,231    | 14        | 48,72     | 14        | 41,52      | 13         | 32,72      | 9          | 37,8D      | 11         |
|                      | GBA/ PVV1/ VLD2/ Open Vld3              | 31,81A     | 7          | 37,04A     | 9          | 7,921     | 1         | 7,042     | 1         | 11,792    | 2         | 9,92      | 2         | 4,83       | 0          | -          |            | -          |            |
|                      | GBA/ PLOEGB                             | 31,81A     | 7          | 37,04A     | 9          | 8,88A     | 2         | 28,29B    | 8         | 19,13B    | 5         | -         |           | -          |            | -          |            | -          |            |
|                      | VU1/ PLOEGB/ N-VA2                      | 31,81A     | 7          | 37,04A     | 9          | 16,521    | 4         | 28,29B    | 8         | 19,13B    | 5         | 6,82      | 1         | 26,72      | 8          | 33,12      | 10         | 43,52      | 13         |
|                      | Vlaams Blok1/ Vlaams Belang2            | -          |            | -          |            | -         |           | 8,11      | 1         | 12,221    | 3         | 19,62     | 5         | 8,42       | 1          | 10,82      | 2          | 11,32      | 2          |
| Anderen(**)          | Anderen(**)                             | 1,18       | 0          | -          |            | -         |           | 6,67      | 0         | 1,62      | 0         | -         |           | 5,3        | 0          | 7,0        | 0          | 1,0        | 0          |
| Totaal stemmen       | Totaal stemmen                          | 9820       | 9820       | 10638      | 10638      | 11353     | 11353     | 11986     | 11986     | 12530     | 12530     | 13173     | 13173     | 13515      | 13515      | 14025      | 14025      | 10360      | 10360      |
| Opkomst %            | Opkomst %                               |            |            |            |            | 96,78     | 96,78     | 96,07     | 96,07     | 95,32     | 95,32     | 96,41     | 96,41     | 94,27      | 94,27      | 94,6       | 94,6       | 67,6       | 67,6       |
| Blanco en ongeldig % | Blanco en ongeldig %                    | 3,5        | 3,5        | 4,19       | 4,19       | 4,09      | 4,09      | 4,44      | 4,44      | 3,32      | 3,32      | 3,25      | 3,25      | 3,24       | 3,24       | 3,5        | 3,5        | 1,0        | 1,0        |

De zetels van de gevormde meerderheid staan vetjes afgedrukt. De grootste partij is in kleur.

De rode cijfers naast de gegevens duiden aan onder welke naam de partijen telkens bij een verkiezing opkwamen.

(**) 1976: VV (1,18%) / 1994: JONG (3,79%), ROSSEM (1,35%), KLINGE (0,75%), NWP (0,78%) / 2000: DORBEL (1,62%) / 2012: Ons!dorp (5,3%) / 2018: Ons!dorp (3,1%), De Nieuwe Ploeg (3,9%)/ 2024: BBB&voorU (1,0%)

### (Voormalige) Burgemeesters
| |              |                                        |  |
| \| Periode \| Periode \| Burgemeester \| \| \| ------- \| ------------ \| -------------------------------------- \| \| \| \| 1948 - 1962 \| Karel Lodewijk Verbraeken \| \| \| \| 1962 - 1976 \| Gustaaf Van Landeghem (CVP) \| \| \| \| 1977 - 1992 \| Omer De Mey (CVP) \| \| \| \| 1993 - 2005 \| Willy De Rudder (CVP/CD&V) \| \| \| \| 2006 - 2014 \| Remi Audenaert (CD&V) \| \| \| \| 2015 - 2018 \| Chris Lippens (CD&V) \| \| \| \| 2019 - 2024 \| Maaike De Rudder CD&V) \| \| \| \| 2024 - heden \| Koen Daniëls (Nieuw-Vlaamse Alliantie) \| \| \| \| \| \| \| |              |                                        |  |
| Periode | Periode      | Burgemeester                           |  |
| | 1948 - 1962  | Karel Lodewijk Verbraeken              |  |
| | 1962 - 1976  | Gustaaf Van Landeghem (CVP)            |  |
| | 1977 - 1992  | Omer De Mey (CVP)                      |  |
| | 1993 - 2005  | Willy De Rudder (CVP/CD&V)             |  |
| | 2006 - 2014  | Remi Audenaert (CD&V)                  |  |
| | 2015 - 2018  | Chris Lippens (CD&V)                   |  |
| | 2019 - 2024  | Maaike De Rudder CD&V)                 |  |
| | 2024 - heden | Koen Daniëls (Nieuw-Vlaamse Alliantie) |  |
| |              |                                        |  |

## Verkeer en vervoer
Op het grondgebied van de gemeente lopen de fietssnelwegen F41 en F411.

## Verenigingen
Hengelen
- De Siervis
- Jansen en de Geulse vrienden

Muziek
- Koninklijke Fanfare Sint-Cecilia Meerdonk
- Koninklijke Harmonie Sint-Cecilia Sint-Gillis-Waas
- Koninklijke Muziekvereniging Sint-Cecilia De Klinge
- Spirit koor Sint-Gillis-Waas

Volksdans
- Volkskunstgroep Drieske Nijpers

Jeugdverenigingen
- Jeugdhuis Den Biel (opgeheven voor onbepaalde duur, het gebouw nog occasioneel gebruikt voor evenementen in de buurt of door Scouts en Gidsen Vlaanderen Sint Johannes)
- Scouts en Gidsen Vlaanderen Sint Johannes
- Scouts en Gidsen Vlaanderen Bermijn
- Chiro Inter-Jeugdig
- Chiro Saleghem
- KLJ Sint-Gillis-Waas
- Vendeliers Jong Waasland
- Speelpleinwerking Biezabijs
- Musc vzw De Klinge
- Klingse Carnavalsvereniging De Vodderoapers
- Vrienden van het Klein Kantineke
- De Bende van PP48

## Bekende inwoners
- Sylwester Bardzinski, Poolse oud-strijder
- Patrick Meersschaert, wereldkampioen mountainbike masters
- Ann Wauters, basketbalspeelster
- Tom Van Hooste, atleet
- André Vergauwen, Belgisch componist, muziekpedagoog en dirigent
- Peter Thyssen, Acteur
- Louis Thyssen, Acteur
- Dirk Bracke, bekende schrijver, werd hier geboren
- Marc Van Britsom, ex-profvoetballer bij onder meer KSK Beveren en R. Antwerp FC
- Alana Dante, zangeres
- Maaike De Rudder, CD&V-politica

### Ereburgers
- Kimberly Buys[10] (2023)
- Moreno De Pauw[10](2023)

## Geboren in Sint-Gillis-Waas
- Dirk Bracke (1953-2021), jeugdboekenschrijver
- Jessie De Caluwé (1956), radio- en tv-presentatrice
- Marianne Thyssen (1956), CD&V-politica
- Chris De Stoop (1958), auteur en journalist
- Meyrem Almaci (1976), Groen-politica
- Kris De Wree (1981), voetballer

## Zustersteden
- Águeda

## Nabijgelegen kernen
Nieuwkerken-Waas, Vrasene, De Klinge, Sint-Pauwels, Hellestraat